# 강계용
강계용(姜啓庸, ? ~ ?)은 고려의 문신이다.
1274년 문과급제 후 국자박사가 되었다. 원나라 원수 흔도(炘都)와 함께 제1차 일본 원정 때 통신사 서장관으로 수행하였으나, 실패하고 돌아온 후 진산부원군에 봉해졌고, 그 후로 벼슬에 나가지 않았다. 진주 강씨 박사공파 1세조이다.